# ムハンマド・アッ＝サイイド
ムハンマド・アッ＝サイイド（アラビア語: محمد السيد、Mohammed Al sayedまたはMohamed Al Sayed、1987年1月27日-）は、カタールのプロサッカー選手。ウム・サラルSC所属のFW、MF。
日本語で「アル・サイード」と表記されることがあるが、この人物はسيدでありسعيدではない（サイード及びサイイドを参照）。

## 来歴

### クラブ
ウンム・サラールSCでデビューし、2012年にアル・ジャイシュ・ドーハへ移籍。
AFCチャンピオンズリーグにはウンム・サラール所属時は2009に、アル・ジャイシュでは2013、2014に出場、2014のプレーオフ最終戦（3戦目）の対アル・カーディシーヤ（クウェート）戦ではゴールを決めグループステージ進出に貢献した。

### 代表
AFCアジアカップ2011、ガルフカップ2013などに出場。代表では途中出場が多い。

## タイトル

### クラブ
ウンム・サラール
カタール・アミールカップ　2007-2008
アル・ジャイシュ
カタール・スターズカップ 2012-2013
カタールカップ 2014